# 944년

## 연호
- 후진(後晉) 천복(天福) 9년 / 개운(開運) 원년
- 요(遼) 회동(會同) 7년
- 일본(日本) 덴교(天慶) 7년
- 남한(南漢) 건화(乾和) 2년
- 민(閩) 영륭(永隆) 6년 / 천덕(天德) 2년
- 후촉(後蜀) 광정(廣政) 7년
- 남당(南唐) 보대(保大) 2년

## 기년
- 후진(後晉) 출제(出帝) 3년
- 요(遼) 태종(太宗) 18년
- 고려(高麗) 혜종(惠宗) 원년

## 사망
- 나주(羅州)의 호족(豪族) 오다련(吳多憐)